# São Martinho das Amoreiras
São Martinho das Amoreiras é uma povoação portuguesa sede da Freguesia de São Martinho das Amoreiras do Município de Odemira, freguesia com 142,97 km² de área e 1047 habitantes (censo de 2021), tendo, por isso, uma densidade populacional de 7,3 hab./km²

## Demografia
Nota: No censo de 1864 figura com o nome de Amoreiras, no concelho de Odemira. Em 1890 pertencia ao concelho de Ourique (decreto de 07/05/1884). Passou para o atual concelho (município atualmente) por decreto de 17/08/1889. Com lugares desta freguesia foi criada, pela Lei n.º 82/89,  de 30 de agosto, a freguesia de Luzianes-Gare.
A população registada nos censos foi:
| Distribuição da População por Grupos Etários | Distribuição da População por Grupos Etários | Distribuição da População por Grupos Etários | Distribuição da População por Grupos Etários | Distribuição da População por Grupos Etários |
| -------------------------------------------- | -------------------------------------------- | -------------------------------------------- | -------------------------------------------- | -------------------------------------------- |
| Ano                                          | 0-14 Anos                                    | 15-24 Anos                                   | 25-64 Anos                                   | > 65 Anos                                    |
| 2001                                         | 104                                          | 109                                          | 553                                          | 433                                          |
| 2011                                         | 81                                           | 69                                           | 454                                          | 402                                          |
| 2021                                         | 82                                           | 54                                           | 548                                          | 363                                          |

## Património Cultural
- Grupo de Violas Campaniças de S. Martinho das Amoreiras
- Grupo de Cantares da Serra de S. Martinho das Amoreiras
- Grupo Musical e Instrumental Amoreirense
- Grupo Vozes Femininas de Amoreiras-Gare

## Património
- Capela de Amoreiras-Gare
- Capela de Santa Anica
- Igreja Paroquial de São Martinho das Amoreiras
- Moinho de Água do Pisão
- Moinho de Água da Boavista
- Moinho de vento da Adega
- Moinho de vento da Aldeia
- Moinho de vento da Aldeia das Amoreiras
- Moinho de vento do Baptista ou da Atalaia
- Moinho de vento de Conqueiros
- Moinho de vento do Desfolhado ou do Casarão dos Folhados
- Moinho de vento da Perlinha
- Moinho de vento dos Ratinhos ou do Monte Novo
- Moinho de vento de Santa Anica
- Moinho de vento da Serra ou da Atalaia
- Moinho de vento do Telheiro
- Moinho de vento da Tripeça ou da Trepeça
- Moinho de vento de Vale de Água
- Moinho de vento da Vigia
- Moinho de vento da Zambujeirinha
- Necrópole do Pardieiro
- Povoado fortificado do Cerro das Alminhas